# Приходько, Сергей Тихонович
Сергей Тихонович Приходько (1924—1960) — советский военный. Участник Великой Отечественной войны. Герой Советского Союза (1944). Гвардии старший лейтенант.

## Биография
Сергей Тихонович Приходько родился 17 октября 1924 года в селе Тимки Оржицкого района Полтавского округа Полтавской губернии Украинской ССР СССР (ныне село Оржицкого района Полтавской области Украины) в крестьянской семье. Украинец. В родном селе окончил два класса неполной средней школы. Семилетнее образование завершал в школе села Оржица, куда семья Приходько переехала в 1934 году. До войны работал в колхозе.
В августе 1941 года Сергей Тихонович с матерью эвакуировался в город Кропоткин Краснодарского края. В ряды Рабоче-крестьянской Красной Армии он был призван Кропоткинским районным военкоматом в 1942 году. Окончил курсы младших лейтенантов. В боях с немецко-фашистскими захватчиками младший лейтенант С. Т. Приходько с января 1943 года на Южном фронте в должности командира пулемётного взвода пулемётной роты 3-го стрелкового батальона 149-го гвардейского стрелкового полка 49-й гвардейской стрелковой дивизии 2-й гвардейской армии. Боевое крещение принял в боях на реке Маныч в ходе Ростовской операции. Летом-осенью 1943 года С. Т. Приходько в составе своего подразделения участвовал в прорыве немецких линий обороны Миус-фронт и Восточный вал, освобождал Донбасс и Северную Таврию (Донбасская и Мелитопольская операции), а в декабре 1943 года принимал участие в ликвидации Херсонского плацдарма противника. В боях был трижды ранен. В конце 1943 года 49-я гвардейская стрелковая дивизия была выведена в резерв Ставки Верховного Главнокомандования. После отдыха и пополнения в марте 1944 года она была включена в состав 28-й армии 3-го Украинского фронта. Гвардии младший лейтенант С. Т. Приходько особо отличился в ходе Березнеговато-Снигирёвской операции.
11 марта 1944 года гвардии младший лейтенант С. Т. Приходько с одним пулемётным расчётом под огнём врага в числе первых форсировал реку Днепр юго-западнее города Берислав Николаевской области Украинской ССР. Закрепившись на правом берегу, Сергей Тихонович уничтожил две пулемётные точки противника, чем обеспечил переправу своего батальона через Днепр без потерь. Во время наступления вдоль правого берега Днепра к устью реки Ингулец пулемётный взвод гвардии младшего лейтенанта Приходько находился непосредственно в боевых порядках пехоты, и подавляя огневые средства противника, обеспечил взятие опорных пунктов немецкой обороны Отрадокаменка, Ольговка и Львово. 13 марта 1943 года взвод Приходько вместе с 8-й стрелковой ротой 3-го стрелкового батальона вышел к населённому пункту Никольское. Умелым обходным манёвром гвардейцы вышли во фланг немецкой обороны и, яростным огнём смяв её, ворвались в село, где разгромили немецкий пехотный батальон. Сергей Тихонович в одиночку ворвался в дом, где располагался штаб немецкой части и в рукопашной схватке уничтожил трёх офицеров и захватил важные штабные документы. В тот же день пулемётный взвод Приходько форсировал реку Ингулец и участвовал в освобождении Херсона. Всего за время боёв с 11 по 14 марта 1944 года гвардии младший лейтенант С. Т. Приходько лично истребил 42 немецких солдат и 4 офицеров, взял в плен 3 военнослужащих вермахта и захватил в качестве трофеев три ручных пулемёта. 18 марта 1944 года командир 149-го гвардейского полка гвардии подполковник А. И. Тюрин представил гвардии младшего лейтенанта С. Т. Приходько к званию Героя Советского Союза. Указ Президиума Верховного Совета СССР был подписан 3 июня 1944 года.
В дальнейшем С. Т. Приходько в составе 46-й армии на 3-м и 2-м Украинских фронтах участвовал в освобождении Николаевской и Одесской областей, Молдавской ССР, сражался в Румынии, Югославии, Венгрии, Чехословакии и Австрии. Боевой путь завершил 14 мая 1945 года недалеко от австрийского городка Кефермаркт. После войны Сергей Тихонович уволился в запас в звании гвардии старшего лейтенанта. Жил в селе Оржица Полтавской области. Работал в колхозе имени Т. Г. Шевченко. 19 июня 1960 года С. Т. Приходько скончался. Похоронен на Всехсвятском кладбище города Херсона.

## Награды
- Медаль «Золотая Звезда» (03.06.1944);
- орден Ленина (03.06.1944);
- медали, в том числе:
  - медаль «За оборону Сталинграда» (22.12.1942, вручена в июле 1944 года)[2].

## Документы
- Общедоступный электронный банк документов «Подвиг Народа в Великой Отечественной войне 1941—1945 гг.» Дата обращения: 11 апреля 2013. Архивировано из оригинала 13 марта 2012 года.

Представление к званию Героя Советского Союза и указ ПВС СССР о присвоении звания. Дата обращения: 11 апреля 2013. Архивировано 21 апреля 2013 года.